# (231438) 2007 FT15
(231438) 2007 FT15 es un asteroide perteneciente al cinturón de asteroides, descubierto el 19 de marzo de 2007 por el equipo del Catalina Sky Survey desde el Observatorio Steward de la Universidad de Arizona, en las Montañas de Santa Catalina, al nordeste de Tucson, Arizona, Estados Unidos.

## Designación y nombre
Designado provisionalmente como 2007 FT15.

## Características orbitales
2007 FT15 está situado a una distancia media del Sol de 2,672 ua, pudiendo alejarse hasta 2,841 ua y acercarse hasta 2,502 ua. Su excentricidad es 0,063 y la inclinación orbital 5,795 grados. Emplea 1595,18 días en completar una órbita alrededor del Sol.

## Características físicas
La magnitud absoluta de 2007 FT15 es 16,64. 